# Pogesanios
Los pogesanios eran uno de los clanes prusios que se mencionan en la crónica de Peter von Dusburg. Habitaban en Pogesania, un pequeño territorio entre Elbląg y el río Pasłęka, actualmente Voivodato de Varmia y Masuria, al norte de Polonia. Los pogesanios, como el resto de los clanes prusios, fueron sometidos por los caballeros teutónicos y finalmente germanizados o polonizados. El idioma prusiano antiguo se extinguió en algún momento del siglo XVII.

## Historia
En 1237 la Orden Teutónica, que había recibido órdenes papales e imperiales de conquistar, cristianizar y someter a los clanes paganos prusianos, invadió la región por mar. Elbląg (Elbing) había sido fundada por comerciantes de la liga hanseática de Lübeck. La llegada de los caballeros teutónicos marcó el inicio de las cruzadas para los pogesanios. Los cruzados tenían que convertir al Cristianismo y gobernar los territorios prusianos que se les habían otorgado en propiedad. Los pogesanios pronto destruyeron la ciudad, que los caballeros volvieron a construir. 
Elbing se convirtió en una de las principales fortalezas y en un importante puerto y centro de comercio. La ciudad sirvió como base para las incursiones en territorio prusio. Los pogesanios se unieron a otros clanes durante el Primer Levantamiento Prusiano (1242–1249). No obstante, no firmaron el Tratado de Christburgo y la lucha siguió hasta 1251 o 1252. Los pogesanios se vieron forzados finalmente a rendirse ante los continuos refuerzos que recibía la Orden Teutónica desde Alemania.
Durante el Gran Levantamiento Prusiano (1260–1274), los pogesanios eligieron a Auktume como caudillo y se sumaron a la revuelta. Fueron capaces de conquistar pequeños castillos teutónicos, pero la fortaleza de Elbing siguió siendo una seria amenaza. En 1271 se libró una gran batalla, tras unirse las fuerzas de los bartianos del caudillo Diwanus y las pogesanias del caudillo Linka, que lanzaron incursiones a Chełmno. En la batalla de Paganstin, doce caballeros teutónicos y 500 soldados de la orden fueron aniquilados. Los prusios asaltaron inmediatamente Christburgo (hoy Dzierzgoń) y casi lograron capturarla. No obstante, la caballería de Elbing llegó a tiempo y los prusios tuvieron que huir. Los pogesanios fueron el último clan que continuó el levantamiento hasta el final; organizaron una incursión a Elbing y emboscaron a su guarnición. En 1274 los cruzados lanzaron una expedición de venganza y se apoderaron de una fortaleza en Heilsberg (hoy Lidzbark Warmiński), el cuartel general de los rebeldes, y así finalizó la rebelión.
Los pogesanios volvieron a levantarse. En 1276 Skomantas de Sudovia, caudillo sudovio, arrasaba los territorios teutónicos con ayuda de los lituanos, reuniendo 4.000 hombres para una incursión en Chełmno. No obstante, otros clanes prusios no se sumaron a esta tercera sublevación y los pogesanios se vieron pronto superados y vencidos. Los supervivientes se asentaron en el Gran Ducado de Lituania. El último intento de conseguir la libertad fue en 1286, cuando pogesanios y bartianos conspiraron e invitaron al Duque de Rügen, nieto de Świętopełk II de Pomerania, a liberarles de los cruzados. Muchos de los nativos se convirtieron en siervos y los caballeros teutónicos llamaron a colonos alemanes a repoblar el territorio. Con el tiempo, los alemanes superaron a los prusios, y tras algunos siglos de germanización la identidad de los prusios se extinguió, consumando la asimilación.

## Etimología
Según Georg Gerullis, el nombre del clan deriva de la palabra en prusiano antiguo Pagudian: pa, significa cerca, y gudde significa bosque. El nombre en latín deriva del polaco pogedzańe. Según la mitología prusiana, cada uno de los diez territorios originales de los prusios llevaba el nombre de uno de los hijos del caudillo Widewuto; pero en realidad solo se dieron algunos nombres. Los alemanes crearon su propio folclore para el territorio (en alemán llamado Hockerland o Hoggerland) en relación con un rey llamado Hoggo. Por lo tanto, Pogesania procede del nombre de su hija, Pogesana. Otra hija, Cadina, dio nombre a la ciudad de Cadinen (hoy Kadyny).